# Керстхолт, Нилс
Нилс Керстхолт (нидерл. Niels Kerstholt; род. 2 апреля 1986) — нидерландский шорт-трекист, двукратный призёр чемпионата мира по шорт-треку, чемпион мира 2014 года, а также многократный призёр и трёхкратный чемпион чемпионата Европы по шорт-треку. Участник зимних Олимпийских игр 2006, 2010 и 2014 годов.

## Спортивная карьера
Нилс Керстхолт родился в городе Утрехт, где и начал заниматься шорт-треком в 1996 году. Позже тренировался на базе клуба «Hardrijvereniging Den Haag». 
В возрасте 17 лет Керстхолт стал чемпионом Нидерландов среди юниоров 2000 года. В течение следующих трёх лет на своем национальном чемпионате он не смог войти в пятёрку лучших. В январе 2002 года на юниорском чемпионате мира в Чхунчхоне он занял 31-е место в общем зачёте. В ноябре того же года он впервые участвовал в Кубке мира. В январе 2004 года Нилс впервые дебютировал на чемпионате Европы в Санкт-Петербург.
Первую медаль в соревнованиях международного уровня Керстхолт выиграл на чемпионате Европы в Турине. В эстафете нидерландские конькобежцы с результатом 7:13,490 сек завоевали серебряные медали, опередив соперников из Украины (7:15.877), но уступив первенство спортсменам из Германии (7:07,874). Керстхолт квалифицировался на зимние Олимпийские игры 2006 года, заняв 1-е место в виртуальном рейтинге на дистанции 1000 метров по результатам Кубка мира в Бормио и Гааге в ноябре 2005 года. Он также прошёл квалификацию на 1500 м.
В январе 2006 года Нилс занял 18-е место в многоборье на чемпионате Европы в Крынице-Здруй, через месяц на зимних Олимпийских играх в Турине на дистанции 1000 м был дисквалифицирован, а на 1500 м дошёл до полуфинала, но в итоге занял 10-е место. Через несколько недель после Олимпиады он впервые в карьере стал чемпионом Нидерландов. Через год он успешно защитит свой титул. 
Керстхолт также побил голландский национальный рекорд на 1500 метров, принадлежащий Робберт-Кис Бур с более чем двумя секундами от 2:16.881 сек до нового лучшего времени 2:14.885 сек. На чемпионате Европы в Шеффилде он впервые выиграл личную бронзовую медаль на дистанции 1500 м и поднялся на 6-е место в личном зачёте многоборья. Через год он выиграл золотую медаль в беге на 1000 м на чемпионате Европы в Вентспилсе и стал 2-м в многоборье.
В сезоне 2008/09 годов вместе с командой он выиграл серебро на очередном чемпионате Европы в Турине, а в марте выиграл в четвёртый раз подряд звание чемпиона Нидерландов. В декабре Нилс успешно отобрался на Олимпиаду 2010 года, заняв 1-е место в общем зачёте на нидерландских испытаниях. В январе 2010 года на чемпионате Европы в Дрездене он выиграл две бронзовые медали на дистанциях 1000 и 1500 м и занял 4-е место в многоборье.
В феврале 2010 года на зимних Олимпийских играх в Ванкувере Керстхолт участвовал на дистанциях 500 м и 1500 м и занял соответственно 16-е и 20-е места. В марте занял 20-е место в общем зачёте на чемпионате мира в Софии. На домашнем чемпионате Европы в Херенвене в 2011 году он помог команде завоевать золотую медаль в эстафете и занял 2-е место в абсолютном зачёте на национальном чемпионате Нидерландов.
Сезон 2011/12 годов Керстхолт начал с дистанционного чемпионата Нидерландов в ноябре, где выиграл золото в беге на 500 м и бронзу на 1000 м. В январе 2012 года он одержал победу с командой в эстафете на чемпионате Европы в Млада-Болеславе, занял 3-е место в беге на 1500 м и выиграл серебро в общем зачёте многоборья. Следом занял 3-е место в беге на 1000 м на Кубке мира в Херенвене, а в марте на чемпионате мира в Шанхае выиграл серебро в эстафете.
В сезоне 2012/13 годов на Кубке мира в Шанхае Нилс выиграл бронзу на дистанции 1000 м и в январе 2013 года на чемпионате Европы в Мальмё выиграл две серебряные медали в беге на 1500 м и в эстафете, а в общем зачёте занял 6-е место. В феврале на Кубке мира в Сочи занял 2-е место в составе эстафетной команды и 3-е место в беге на 1000 м в Дрездене. Через месяц на чемпионате мира в Дебрецене завоевал бронзу в эстафете.
В сентябре 2013 года на Кубке мира в Шанхае Нилс занял 2-е место в беге на 1000 м. В начале января 2014 года он занял 2-е место на чемпионате Нидерландов, следом на чемпионате Европы в Дрездене выиграл серебряные медали в беге на 1500 м и в эстафете и завоевал бронзу в общем зачёте многоборья. На зимних Олимпийских играх в Сочи он занял 16-е место на дистанции 1500 м, 19-е на 1000 м, 24-е место на 500 м.
Последняя медаль в активе Керстхолта была добыта на чемпионате мира в Монреале в марте 2014 года. Голландские шорт-трекисты в эстафете с результатом 6:52,618 сек заняли 1-е место, опередив соперников из Южной Кореи (6:52,651 — 2-е место) и Великобритании (6:52,716 — 3-е место).

## Судебные дела
В 2014 году Керстхолт подал иск в Европейский суд по правам человека на Международный союз конькобежцев. Причиной такого шага послужил запрет со стороны Союза на выступление Керстхолта в организованном южнокорейскими спонсорами соревновании для конькобежцев — Icederby. Более того, Союз официально уведомил, что если Керстхолт примет участие на этих соревнованиях — его членство будет приостановлено на пожизненный срок. В 2017 году Европейский суд по правам человека вынес решение, согласно которому монопольное право Международного союза конькобежцев на запрет спортсменам участвовать в иных соревнованиях кроме национальных или проведенных под непосредственной эгидой союза — признано незаконным. Своим решением суд в полной мере удовлетворил исковые требования Керстхолта, а также обязал Союз изменить его правовые положения. В декабре 2020 года Европейский суд признал виновными бывших конькобежцев Марка Туитерта и Нилса Керстхолта за участие в несанкционированных соревнованиях.

## Карьера тренера
Нилс Керстхолт в 2018 году был назначен в Утрехте тренером Регионального центра талантов (RTC) Midden в KNSB, заменив Виллема Бумстру. В сезоне 2021/22 годов Керстхолт заменил на посту тренера национальной сборной Йеруна Оттера, который решил взять творческий отпуск на время.

## Личная жизнь
Нилс Керстхолт с 2009 года работал послом благотворительной организации "Право играть", которая помогает детям понять силу спорта и то, как он приносит пользу обществу. С 2011 по 2012 года обучался в открытом Университете управлением бизнеса. Он работал спортивным обозревателем в "Sanoma Media" с 2012 по 2014 года, а с 2014 по сентябрь 2016 года занимал должность менеджера по развитию бизнеса в компании, что специализируется на оплате услуг посредством биткоинов — BitPay, Inc.   Нилс общается на Голландском, английском, французском, немецком, японском, русском, узбекском языках. Увлекается сквошем, гольфом, футболом, ездой на велосипеде, отдыхом на природе.